# Bergkapelle (Erolzheim)

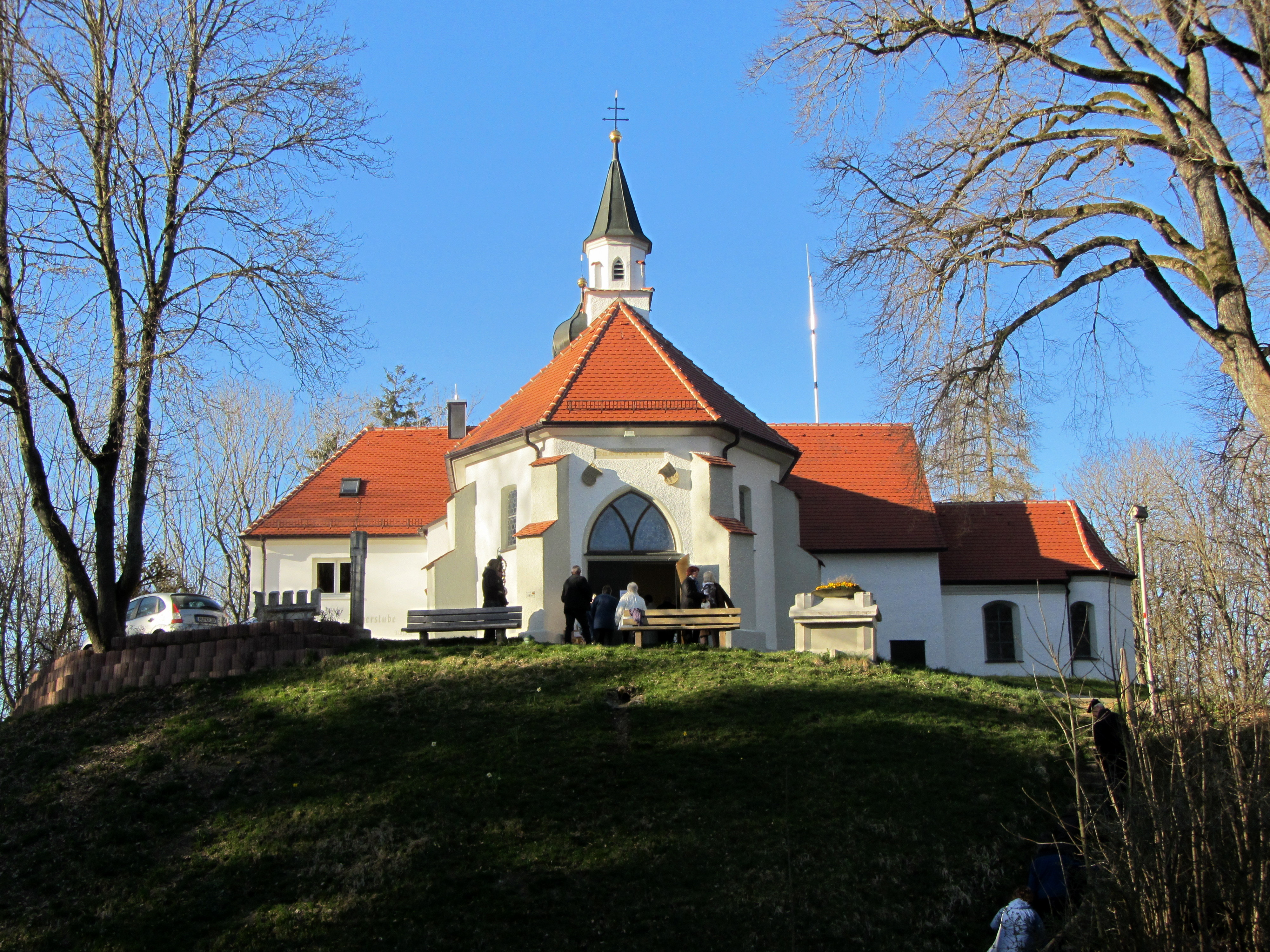
Bergkapelle von Süden 2012

Die Bergkapelle, auch Frohbergkapelle genannt, ist eine Wallfahrtskapelle auf dem 629 m ü. NN Meter hohen Frohberg in Erolzheim im Landkreis Biberach in Oberschwaben. An die ursprünglich 1670 errichtet und geostete Kapelle ist in südlicher Richtung angebaut, die Grabkapelle der Familie von Bernhardt und eine ehemalige Eremitage. Bei der Renovierung im Jahre 2009 wurde die Eremitage zur Pilgerherberge umgebaut. Der Standort der Frobergkapelle ist identisch mit dem Standort der abgegangenen Burg Erolzheim. Ein Kreuzweg verbindet die Kapelle mit der zentral im Ort gelegenen Pfarrkirche St. Martin. Die Kapelle befindet sich in der Seelsorgeeinheit Illertal 1 der Diözese Rottenburg-Stuttgart, Station in einem Teilabschnitt des Oberschwäbischen Pilgerweges, wird von einem privaten Verein getragen und kommt nur bei außerordentlichen Gottesdiensten zur Verwendung.

## Beschreibung
Die Kapelle steht etwa 70 Meter oberhalb der Ortschaft Erolzheim, auf dem Höhenzug Holzstöcke, über dem Tal der Iller und bietet bei klarem Wetter einen guten Rundumblick auf die Silhouette der Alpen und des Alpenvorlandes. Selbst bei weniger klarem Wetter kann man die Kirchtürme und Kirchenschiffe von neun Kirchen mit Martinspatrozinium der unmittelbaren näheren Umgebung erkennen. Die neun Kirchen befinden sich in Dietenheim, Kellmünz an der Iller, Boos, Heimertingen, Steinheim, Memmingen, Tannheim, Erolzheim und Kirchberg an der Iller. Der Verlauf der Iller deckt sich hier mit der Befestigung des Donau-Iller-Rhein-Limes.

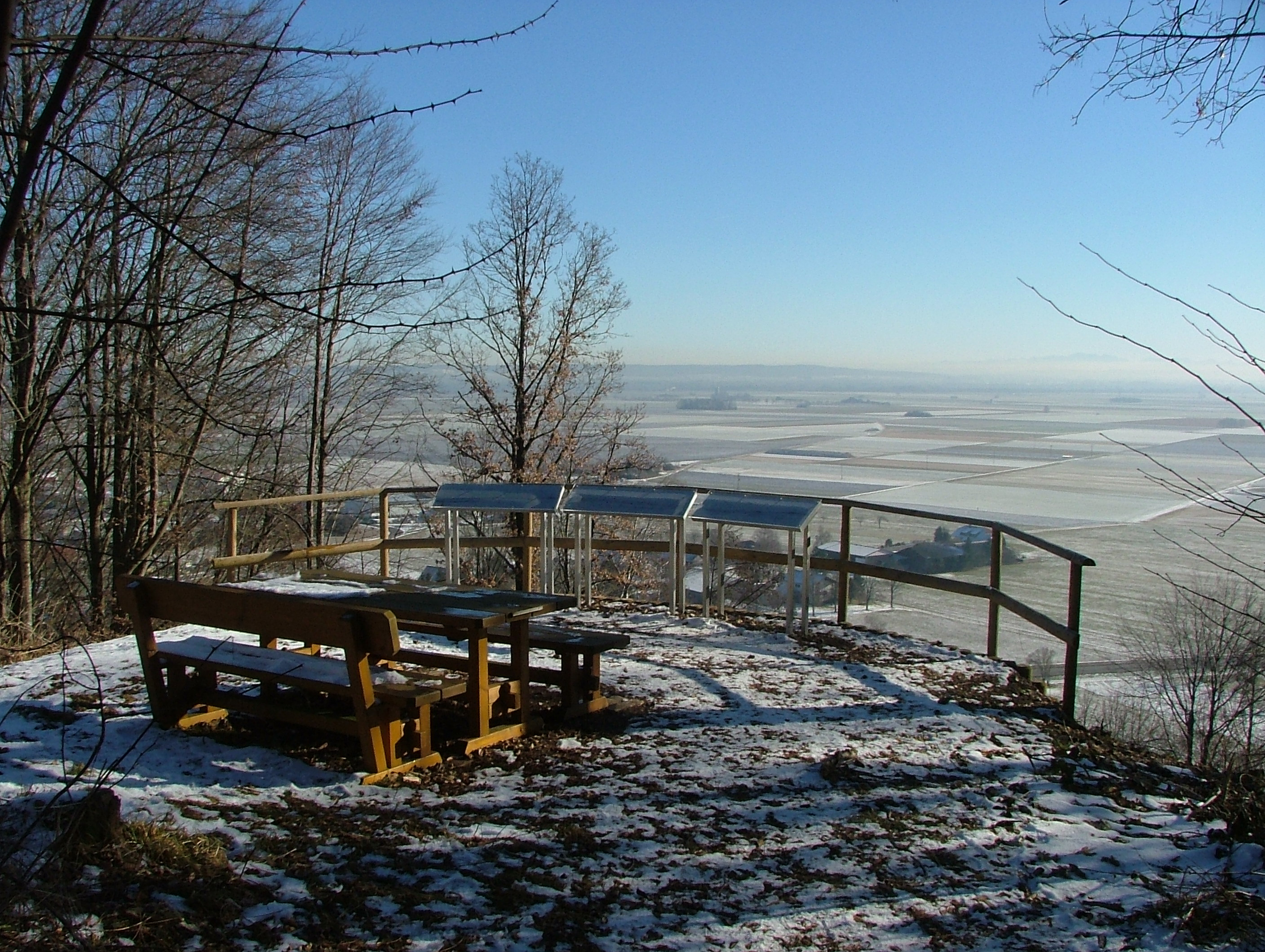
Rastplatz bei der Kapelle

Ein knapp einen Kilometer langer Kreuzweg mit 14 Stationen, der mit einem Heiligen Grab-Bildstock endet, verbindet sie mit der Pfarrkirche St. Martinus des Ortes. Nach Süden, Osten und Westen ist die Anlage von einem ehemaligen Burg- oder Wassergraben umschlossen. Der Kapellenberg wurde im Jahre 1842 katasteramtlich zu Ehren von Freifrau Amalia von Bernhard in Frohberg umbenannt. Frau von Bernhard war eine geborene Gräfin von Froberg genannt Montjoye, was frei übersetzt Froher Berg heißt. Die Kapelle ist ein Ort des über 100 Stationen umfassenden Oberschwäbischen Pilgerweges.
In den Jahren 2007 bis 2009 wurde die gesamte Wallfahrtsstätte umfassend renoviert und saniert. Insgesamt kosteten die Baumaßnahmen 300.000 Euro Zuschüsse des Bistums Rottenburg, des Landes Baden-Württemberg und freiwillige Spenden flossen zu je einem Drittel.
Am 30. August 2009 segnete Weihbischof Thomas Maria Renz die Kapelle im Rahmen eines Festgottesdienstes neu ein. Am 16. April 2011 feierte Bischof Gebhard Fürst im Rahmen der Eröffnung des Martinusweges in der Diözese Rottenburg-Stuttgart einen Gottesdienst in der Bergkapelle.

## Kapelle, Grablege und Eremitage

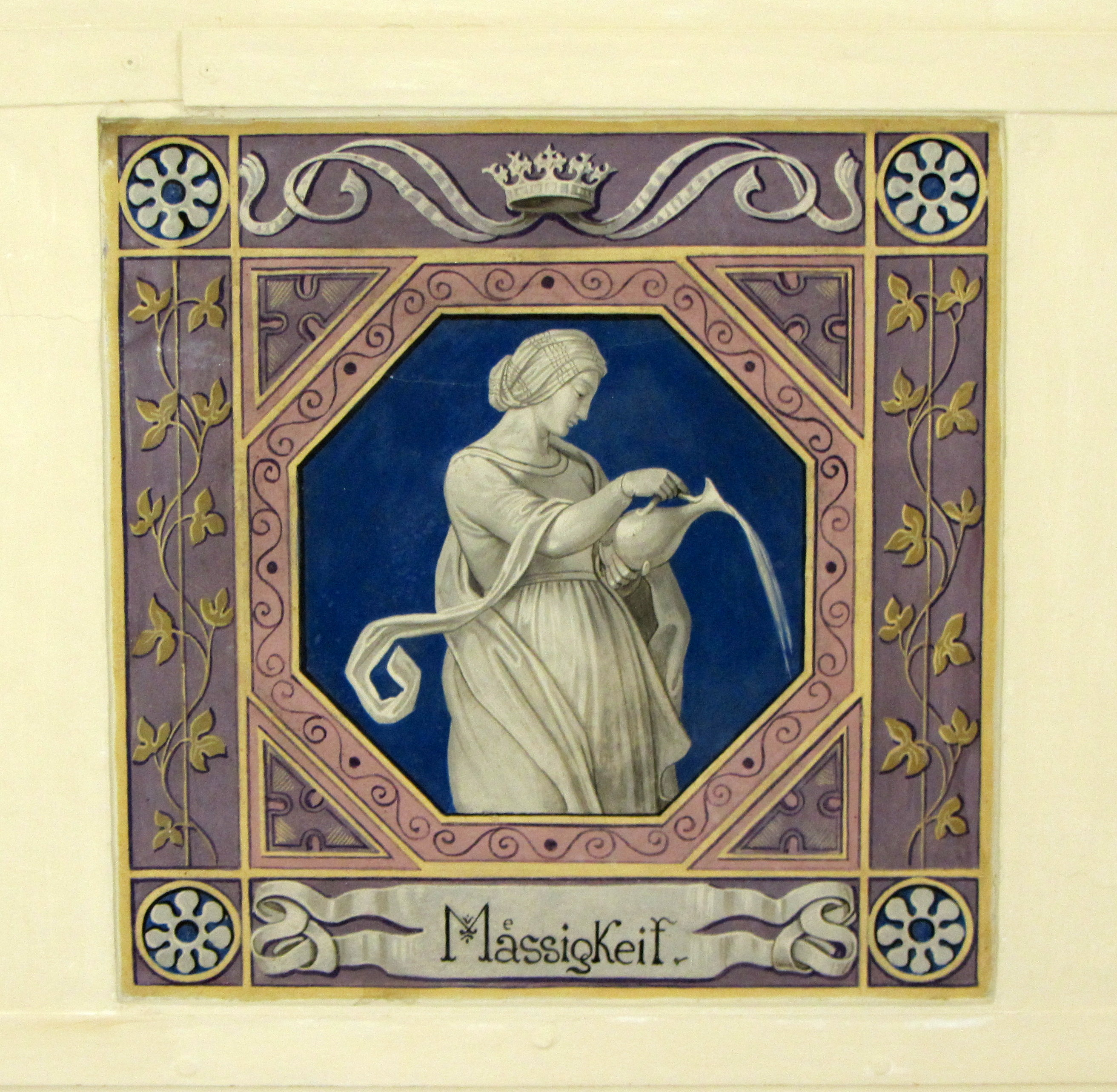
Deckenfresko Mäßigkeit

Der heutige Gebäudekomplex stammt aus dem Jahre 1670 und hat weder Kanzel noch Empore und nur eine kleine einmanualige Behelfsorgel ohne Pedal. Das 1935 gestohlene Gnadenbild wurde in den 1960er Jahren durch eine Nachbildung der überlebensgroßen Pietà aus dem Ursulinenkloster in Erfurt ersetzt. Das zentrale Deckenfresko stammt vom Dietenheimer Maler Jakob Speth im Stil der Nazarener und stellt die Krönung Mariens dar.
Im Jahre 1843 wurde eine Grablege der geadelten Familie von Bernhard in Nord-Süd-Richtung an die Kapelle angebaut. Die mit Kupfer ummantelte Eingangstüre zur Grabkapelle ist beidseitig mit dem Ave Maria beschrieben. An der Ostwand der Grablege sind die Epitaphe der in der Grablege ruhenden Heinrich Freiherr und Mathilde Freifrau von Bernhard, geb. Freiin von Kreusser angebracht. Auf den Hintergrund der blau bemalten und gewölbten Kassettendecke sind ungefähr tausend goldene Sterne gemalt. Die nicht unterkellerte Grablege ist mit Kirchenbänken bestuhlt. Eine zwei Meter hohe Madonna mit Kind aus Carrara-Marmor von Joseph Otto Entres ist in der rechten Ecke aufgestellt. In der linken Ecke befindet sich ein spätgotischer zweiflügeliger Altar von einem unbekannten Ulmer Meister.
Die Eremitage wurde in eine Pilgerherberge und eine Pilgerstube umgebaut. In der Pilgerstube wirten ehrenamtliche Wirtsleute jeden Sonntag von 13:30 bis 17:00 Uhr. In der Pilgerherberge können Pilger auf Anmeldung preiswert übernachten (Schlafraum ohne Verpflegung).

## Glocken
Die Kapelle hat drei Glocken, die 1952 gekauft wurden. Auf ihnen steht in Großbuchstaben, begonnen bei der größten Glocke:
- Frohbergglöcklein jubelt laut: Kommt, gekrönt wird Gottes Braut.
- Opferglöcklein ladet ein eins mit ihr beim Kreuz zu sein.
- Abendglöcklein läutet still Jungfrau alles grüßen will.

Seit der Neueinsegnung der Anlage am 30. August 2009 läuten die Glocken dreimal am Tag zum Angelusgebet.